# Giuliano Gori
Giuliano Gori (Prato, 16 agosto 1930 – Firenze, 26 gennaio 2024) è stato un collezionista d'arte e imprenditore italiano.
La sua collezione di arte ambientale, costruita negli interni e nel parco della Fattoria di Celle, a Santomato di Pistoia, è considerata tra le più importanti al mondo.

## Biografia
Giuliano Gori nasce a Prato. Fin dall'infanzia, complice un incontro con il pittore pratese Diego Fanciullacci che lo introduce alla pittura, si appassiona alle arti figurative. Negli anni del difficile dopoguerra, rileva il piccolo negozio di tessuti della madre per trasformarlo, in pochi anni, insieme alla moglie Giuseppina Taddei, in un importante centro per l'import-export, la Gori Tessuti. Il commercio internazionale lo porterà a viaggiare, a conoscere e a intraprendere i primi rapporti con le personalità artistiche e i linguaggi dell'arte contemporanea.
Fin dagli anni Cinquanta, la sua casa nel centro di Prato diviene un cenacolo per artisti, critici e appassionati. In questo periodo costruisce quella che sarà chiamata successivamente la “collezione storica”, dedicata ai pittori italiani e stranieri della prima parte del Novecento, spesso conosciuti nelle frequenti incursioni a Venezia in occasione delle mostre e delle Biennali. È in questo contesto che comincia a portare avanti le questioni che lo porteranno a sviluppare i progetti che lo segneranno per tutta la vita, come quello di far uscire l'arte contemporanea dai luoghi consueti, dalle grandi capitali con le loro istituzioni museali, e portarla nei centri provinciali e in periferia, nel tessuto urbano e nella natura.
Nel 1961, durante un viaggio nella penisola iberica al fianco del critico d'arte Giuseppe Marchiori, visita il Museo di Arte Catalana a Barcellona. L'incontro con un allestimento particolare, attraverso il quale si ricostruiva il contesto architettonico in cui le opere del museo erano state originariamente pensate, coincide con l'inizio dello sviluppo del progetti di arte ambientale.
Nel 1970 si trasferisce alla Fattoria di Celle insieme alla famiglia e alla collezione. Sono gli anni in cui, ispirato dalle visite di "documenta" a Kassel nel 1977, delle Biennali di Venezia del 1976 e del 1978, tesse le relazioni che gli permetteranno di realizzare la collezione e di portare a Prato il Comitato internazionale per i musei e le collezioni di arte moderna del Consiglio internazionale dei musei fondato dall'Unesco.
A partire dagli anni Ottanta, insieme alla moglie Pina e ai quattro figli si dedica alla promozione dell'arte sul territorio, alla conservazione e allo sviluppo della collezione e dei progetti ad essa collegati. Tale attività lo porta a ricevere numerosi riconoscimenti: la laurea honoris causa in Conservazione dei Beni Culturali, conferita dall'Istituto Universitario Suor Orsola Benincasa di Napoli, nel 1993; il titolo di Accademico d'onore attribuitogli dall'Accademia delle Arti del Disegno di Firenze nel 1996 e dall'Accademia Albertina di Belle Arti nel 2021; il A Lifetime Achievement Award dell'Istituto italiano di cultura di Los Angeles, nel 2007.
Si è spento a Firenze il 26 gennaio 2024.
Il 23 ottobre 2024 la Facoltà di Architettura dell'Università di Firenze gli conferisce il Dottorato honoris causa in Architettura, progetto, conoscenza e salvaguardia del patrimonio culturale.

## La collezione di arte ambientale
Pensato per la prima volta nel 1961, il progetto di dare vita al primo parco di sculture in cui le opere siano immaginate ed elaborate a partire da e per il luogo, in cui l'ambiente stesso diventa parte integrante dell'opera, sul finire degli anni Settanta comincia a prendere forma. Giuliano Gori convoca una commissione consultiva formata da Amnon Barzel, Renato Barilli, Francesco Gurrieri, Knud Jensen e Manfred Schneckenburger. La commissione elabora un regolamento, un codice “di etica nei confronti dell'ambiente, che oltre al rispetto delle specie vegetali e dell'inalterabilità delle conformazioni del suolo, prevede di non porsi in nessun caso in termini di prevaricazione nei confronti della natura”.
Il 12 giugno del 1982 Giuliano Gori e la famiglia aprono al pubblico le porte della collezione. Vengono inaugurate le prime quindici installazioni di arte ambientale, di cui nove nel parco romantico e sei negli interni della villa. Tra gli artisti del primo nucleo ricordiamo: Alice Aycock, Dani Karavan, Fausto Melotti, Robert Morris, Dennis Oppenheim, Anne e Patrick Poirier, Ulrich Ruckriem, Richard Serra, Mauro Staccioli, George Trakas, Luciano Fabro, Mimmo Paladino, Giuseppe Penone, Michelangelo Pistoletto, Gianni Ruffi e Gilberto Zorio. A oggi sono oltre ottanta gli interventi artistici permanenti curati da Giuliano Gori sia nel parco che negli interni della tenuta.
Negli oltre quarant'anni di apertura al pubblico la collezione ha promosso numerose altre attività: mostre temporanee, concerti, spettacoli teatrali, performance artistiche e dibattiti internazionali. Inoltre, a partire dal 1998, sono stati avviati progetti di didattica che hanno coinvolto migliaia di bambini e ragazzi delle scuole della Toscana.
Nel 2019 Giuliano Gori dà vita al Premio Celle Arte Natura, un riconoscimento tributato ogni due anni a un poeta o una poetessa che attraverso la sua opera esprima un'assoluta sensibilità per l'arte e la natura. Oltre al premio il poeta partecipa a una residenza creativa, un soggiorno prolungato nella fattoria e nel parco di Celle. Le poesie che nascono da questo incontro vengono pubblicate in un libro dedicato, a cui ogni volta un artista figurativo viene chiamato a dialogare con gli scritti dei poeti. A oggi il premio è stato attribuito ad Antonella Anedda (2019), a Giuseppe Conte (2021) e a Gian Mario Villalta (2023).
Nel 2002, in occasione del ventennale dell'apertura al pubblico, il parco ha ospitato la mostra temporanea “Magnete: presenze artistiche in Toscana nella seconda metà del XX secolo”, curata da Angela Vettese e inserita dentro il progetto metropolitano “Continuità”. Inoltre, la collezione è stata ospitata da vari istituzioni museali internazionali, tra cui si ricordano: la mostra itinerante “Arcadia in Celle – Gori Collection”, tenutasi in Giappone, nel 1999; “Historia y Naturaleza: la collección Gori”, all'Instituto Valenciano de Arte Moderno, nel 2003; “Arcadia in Celle” presso la Fondazione Maeght a Saint-Paul-de-Vence nel 2012.

## Oltre la collezione
Oltre alla cura e allo sviluppo della collezione Giuliano Gori si dedica a numerose iniziative nel territorio. Nel 1972, insieme all'amico Loriano Bertini, si spende per fare avere a Prato la scultura Forma squadrata con taglio di Henry Moore. Nel 1988 è tra i soci fondatori del Centro per l'arte contemporanea Luigi Pecci di Prato, museo di cui sarà consigliere e vicepresidente.
In seguito alla strage mafiosa dei Georgofili a Firenze, Giuliano Gori lancia una campagna di donazioni a favore degli Uffizi, a cui parteciperanno artisti di tutto il mondo. Dall'iniziativa, nel 1995, nascerà la mostra “Risarcimento. Per non dimenticare” curata da Stefania Gori.
Nel 2001, insieme alla moglie Pina, dona alla Cattedrale di Prato il nuovo assetto presbiteriale composto dall'altare, l'ambone e il candelabro realizzati da Robert Morris.
Viene chiamato a curare la XI edizione della Biennale Internazionale della Scultura di Carrara, nel 2002. Per l'occasione decide di destinare le risorse al recupero di un grande parco alle porte della città, per trasformarlo in un parco di sculture ambientali permanente, avvalendosi del contributo di importanti artisti internazionali.
Grazie alla sua intermediazione, nel 2011 il Museo di Palazzo Pretorio di Prato riceve la donazione di numerose sculture e disegni dell'artista lituano Jacques Lipchitz.

## Opere
- Giuliano Gori, in Mosca: Terza Roma, “Mosca terza Roma “, Edizioni Sala 1, Roma 1989.
- Giuliano Gori, in Dani Karavan, “Il ritorno di Dani Karavan”, Centro per l’arte contemporanea Luigi Pecci, Prato 1999.
- Giuliano Gori, in Jorge Eielson. Canto visibile, “Jorge Eielson”, Gli Ori, Pistoia 2002.
- Giuliano Gori, in Continuità - Magnete presenze artistiche straniere in Toscana, “Magnete -Continuità presenze artistiche straniere”, Maschietto editore, Siena 2002.
- Giuliano Gori, in Magdalena Abakanowicz. Working process e non solo, “Vent’anni e passa”, Gli Ori Pistoia 2002.
- Giuliano Gori, in Historia y naturalezza, “Allì donde/There Where”, IVAM, Valencia 2003.
- Giuliano Gori, in Yayoi Kusama Narcissus garden a Celle, “Yatoi Kusama, Narcissus garden”, Gli Ori, Pistoia 2003.
- Giuliano Gori, in Maschere 90x90 di Mario Vannetti, “Amicizia nel segno dell’arte”, Gli Ori, Pistoia 2004.
- Giuliano Gori, in Christiane Löhr. Tendersi dentro, stretching towards the inside, ”Al di qua dell’Eden/The side of Eden“, Gli Ori, Pistoia 2004.
- Giuliano Gori, in La cabanne eclatèes aux 4 salles, “Introduzione”, Gli Ori, Pistoia 2005.
- Giuliano Gori, in Michele Mulas. Il dialogo infinito, “Il ritratto di Michele Mulas è di Maria Mulas”, Gli Ori, Pistoia 2005.
- Giuliano Gori, in Le dimore di Pistoia e della Valdinievole, “Arte ambientale: tutela e natura, tra tradizione e innovazione “, Alinea Editrice, Firenze, 2005.
- Giuliano Gori, in Sissi. Voliare, “Magiche ombre/Magical Shadows”, Gli Ori, Pistoia 2007.
- Giuliano Gori, in Fattoria di Celle Collezione Gori. Un percorso nell’arte ambientale, Gli Ori, Pistoia 2007.
- Giuliano Gori e Pina Gori, in Umberto Buscioni. Il cantico dei Cantici, “Introduzione “, Gli Ori, Pistoia 2007.
- Giuliano Gori, in Arte Ambientale. La fattoria di Celle. Collezione Gori. Gli Ori Pistoia, 2008.
- Giuliano Gori (a cura di), Dani Karavan. Una vita site specific/A site specific life, Gli Ori, Pistoia 2008.
- Giuliano Gori, in Excelle Intorno al silenzio, “Marco Tirelli”, Gli Ori, Pistoia 2009.
- Giuliano Gori, in Anselm Kiefer Cette obscure clartè qui tombe des étoiles, ”Anselm Kiefer” Fattoria di celle-collezione Gori, Gli Ori, Prato 2009.
- Giuliano Gori, in Daniel Buren,” Daniel Buren”, Gli Ori, Pistoia 2011.
- Giuliano Gori, Collezione Gori. 30 anni di arte ambientale condivisa Fattoria di Celle, Gli Ori, Pistoia 2012.
- Giuliano Gori, in Scusa Giuliano se non sono nato nel 30’, “Parliamo insieme “, Gli Ori, Pistoia 2012.
- Giuliano Gori, in Arcadia in Celle “Prefazione”, Fondation Marguerite et Aimé Maeght, Saint-Paul de Vence 2012.
- Giuliano Gori e Miranda MacPhail, in Il futuro del contemporaneo, “La collezione Gori alla Fattoria di Celle. Prospettive di conservazione”, Edifir; Firenze 2013.
- Giuliano Gori, Fausto Melotti. L’immortalità dell’arte, Edizioni Clichy, Firenze 2015.
- Giuliano Gori, in Un gioiello carico di storia, “Un gioiello carico di storia”, Fattoria di Celle-Collezione Gori, Gli Ori, Pistoia 2015.
- Giuliano Gori, in BURRI E PISTOIA la collezione Gori e le fotografie di Amendola, “THE CELLE BIG IRON: A HISTORY “, “Il grande ferro Celle: una storia”, Gli Ori, Pistoia 2015.
- Giuliano Gori, in Porta Sonora, “Una folgorazione”; “Visione Sonora”, “Un gioiello carico di storia,” “Due cappelle e un tappeto”, Gli Ori, Pistoia 2016.
- Giuliano Gori, in Echo, “Quattro mani per Hera”, Gli Ori, Pistoia 2016.
- Giuliano Gori, in Residenza a Terrarossa, “Bentornato dott. Stefano Arienti”, Gli Ori, Pistoia 2016
- Giuliano Gori, in Progetti di un’architettura per l’uomo del futuro, “Ultima sinfonia”, Gli Ori, Pistoia 2019
- Giuliano Gori, Un Trittico. Storia di una visione/Story of a vision, Gli Ori, Pistoia 2020
- Giuliano Gori (a cura di), Il Parco della Padula. Il marmo protagonista dell’arte contemporanea a Carrara, Gli Ori, Pistoia 2021
- Giuliano Gori (org.), The Padula Park. Marble as protagonist of contemporary art in Carrara, Gli Ori, Pistoia 2021.
- Giuliano Gori (a cura di), Sandro Veronesi, Andrea M.N. Mati, La serra dei poeti, Gli Ori, Pistoia 2021.